# Font dels Llibrells
La font dels Llibrells, "d’olbi té un gibell, i de canó una teula", brolla un xicotet però permanent naixement d'aigua,  a 475 metres sobre el nivell del mar i als peus de l’Alt de les Àguiles (581 metres) en Ròtova. Li dona nom al barranc on naix, al barranc dels Llibrells,, afluent del de Garrofers. Fou restaurada ara fa uns anys pel Centre Excursionista de Ròtova, mitjançant una acurada conducció que porta l’aigua a una aixeta, la qual deixa caure l’aigua sobre un llibrell nou i ample que fa memoria dels vells llibrells que uns pastors van col·locar en temps passats per poder fer un millor ús de les aigües; tant ells com el bestiar.
L’entorn on es localitza la font dels Llibrells ofereix serenor i un estar agradós per la presència, no sols de la font i el renou de l’aigua de l’aixeta, sinó també per com de recollida queda al vessant de llevant de l’alt de les Àguiles i per la presència d’uns pins, una potent vegetació de matoll i diferents arboços.
La font dels Llibrells forma part de l'itinerari de la ruta PR-CV 100 que es desenvolupa dins del terme de Ròtova, travessant diferents paratges naturals i monuments, serres, rius, etc, tots ells de gran interès paisatgístic i cultural així com la font de les Galeries.